# Maasbree
Maasbree este o comună și o localitate în provincia Limburg, Țările de Jos.

## Localități componente
Baarlo, Rooth, Dubbroek, Tongerlo, Maasbree.